# Ranunculus acutilobus
Ranunculus acutilobus là một loài thực vật có hoa trong họ Mao lương. Loài này được Ledeb. miêu tả khoa học đầu tiên năm 1842.

## Hình ảnh

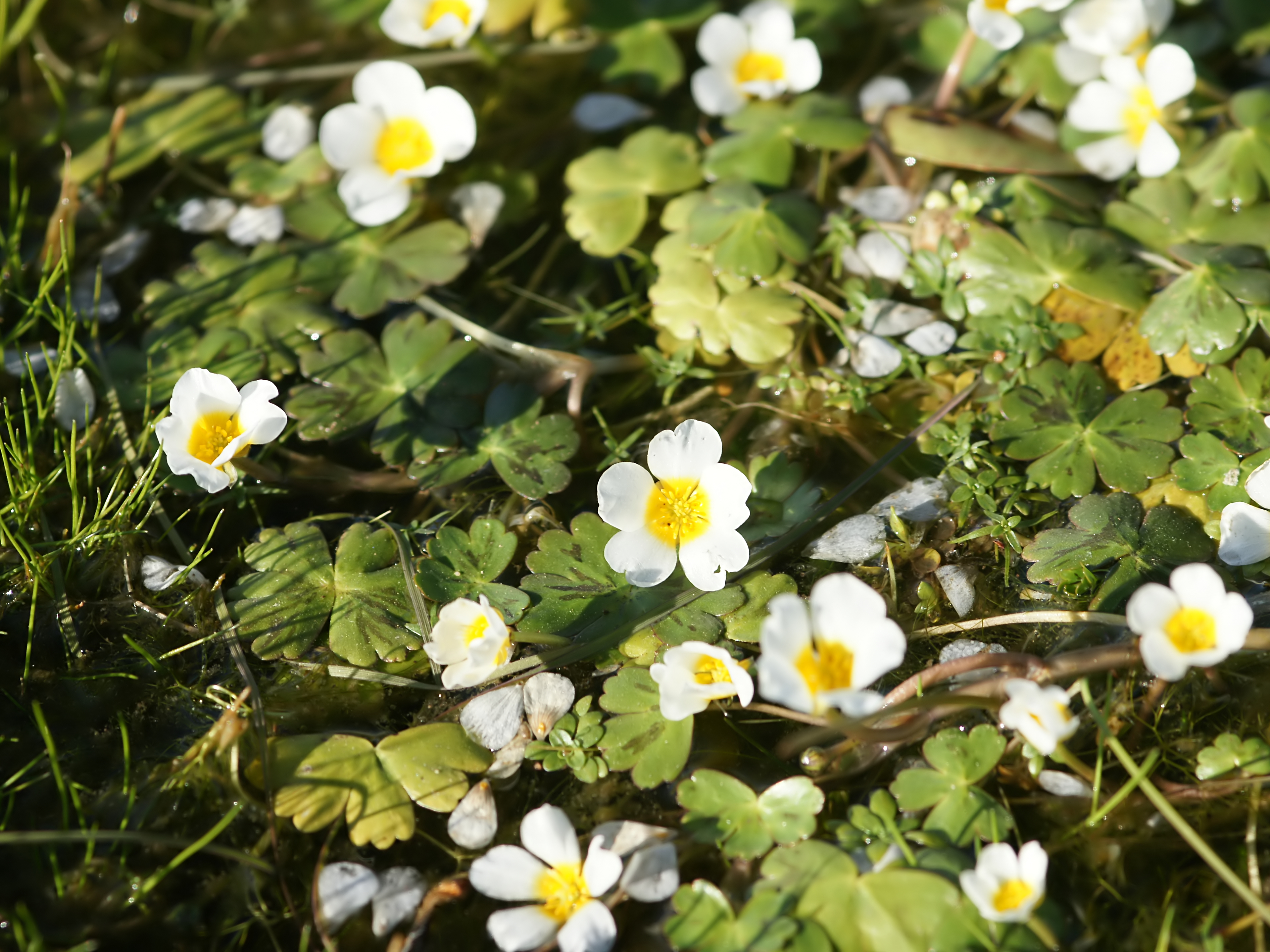
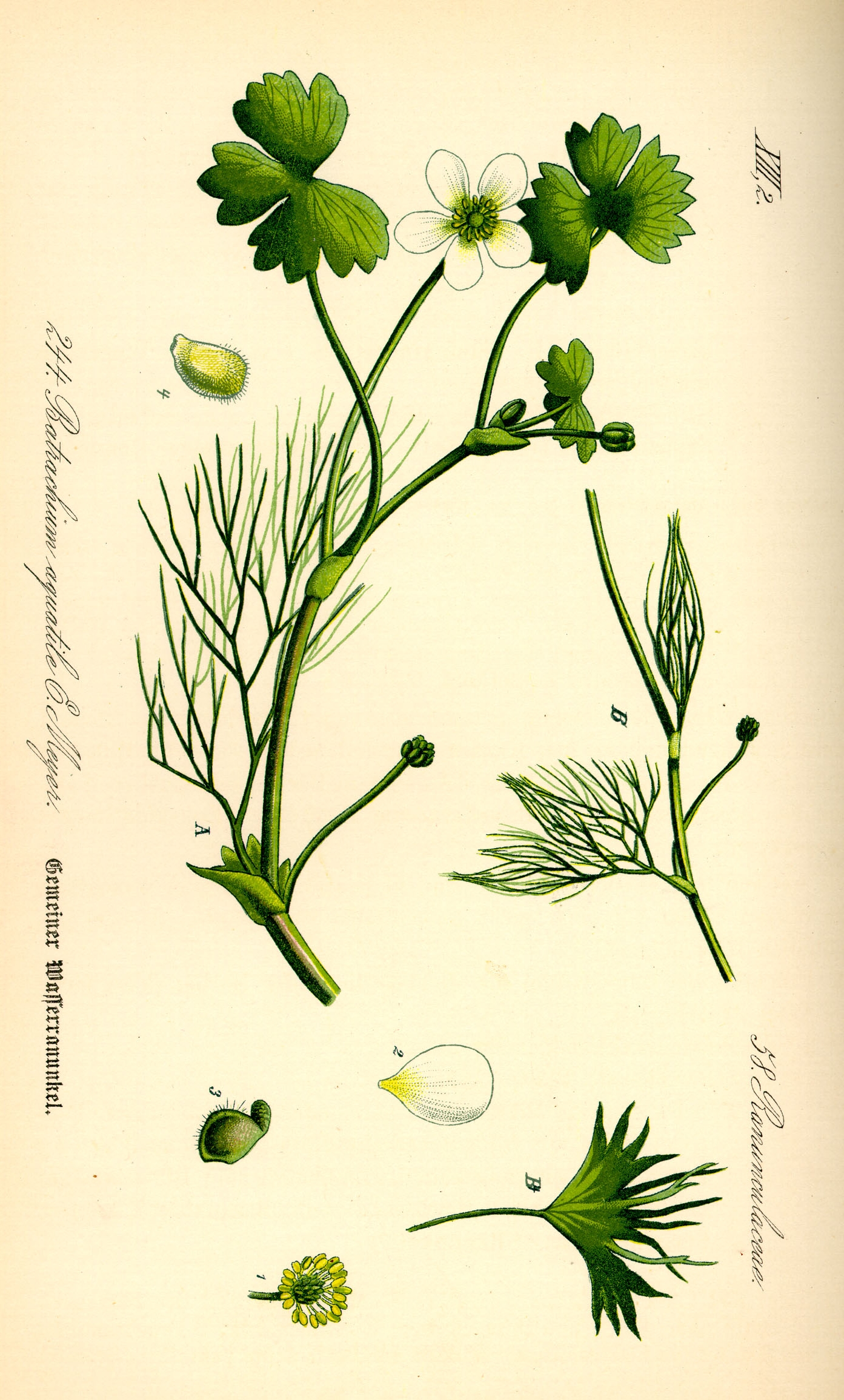
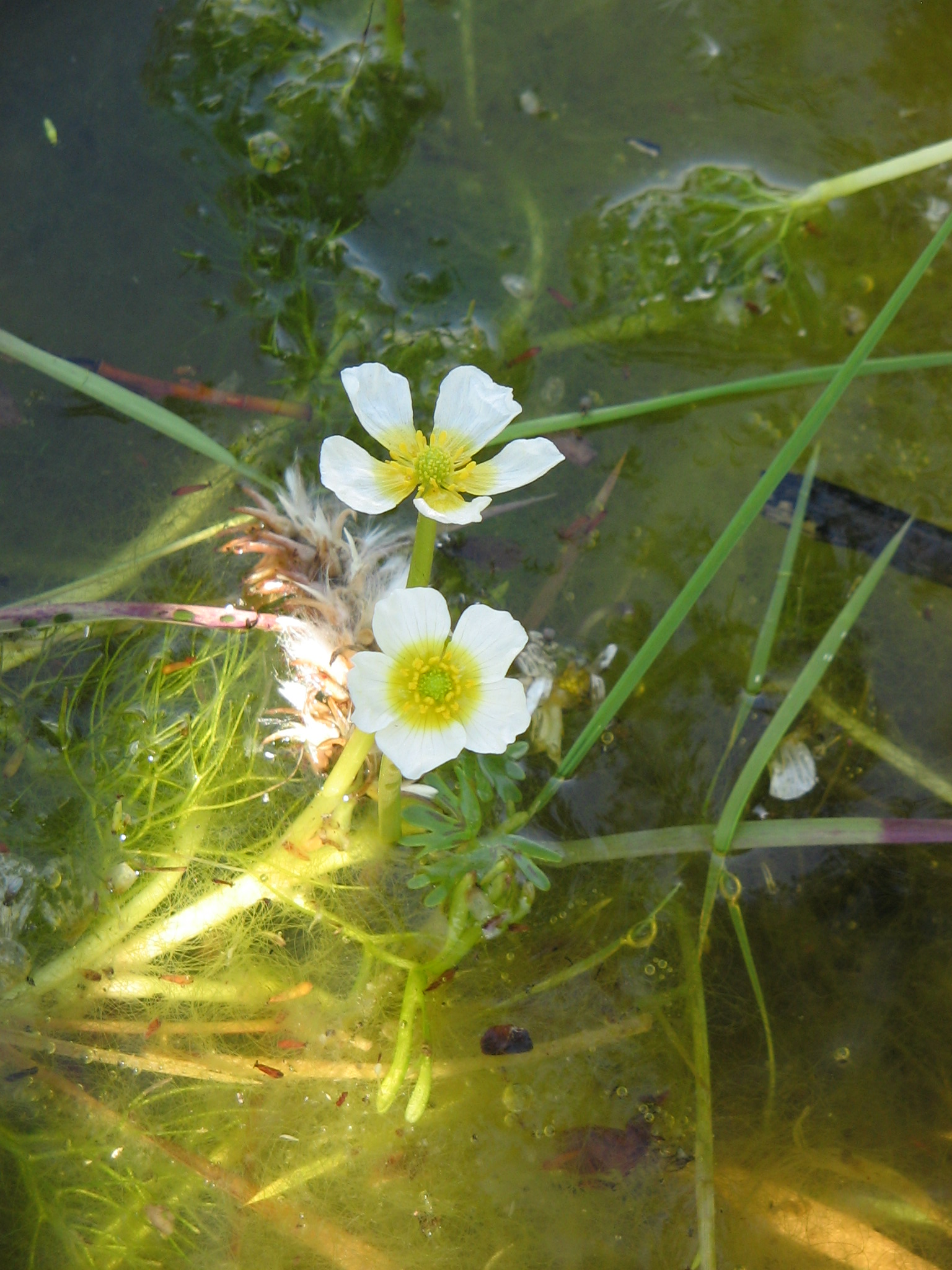